# Skate America de 2017
El Skate America de 2017 fue una competición internacional de patinaje artístico sobre hielo de la temporada de 2017/18. Fue el sexto de los seis eventos del Grand Prix de la temporada. La edición de 2017 tuvo lugar en Lake Placid, Nueva York entre el 24 y el 26 de noviembre. Además de recibir premios en las disciplinas de patinaje masculino, femenino, parejas y danza sobre hielo, los competidores también obtuvieron puntos para clasificarse para la final del Grand Prix.

## Resultados

### Patinaje individual masculino
| Clasificación | Nombre          | País           | Total  | Programa corto | Programa corto | Programa libre | Programa libre |
| ------------- | --------------- | -------------- | ------ | -------------- | -------------- | -------------- | -------------- |
| 1             | Nathan Chen     | Estados Unidos | 275,88 | 1              | 104,12         | 2              | 171,76         |
| 2             | Adam Rippon     | Estados Unidos | 266,45 | 2              | 89,04          | 1              | 177,41         |
| 3             | Serguéi Voronov | Rusia          | 257,49 | 3              | 87,51          | 3              | 169,98         |
| 4             | Jin Boyang      | China          | 246,03 | 6              | 77,97          | 4              | 168,06         |
| 5             | Yan Han         | China          | 228,33 | 4              | 85,97          | 7              | 142,36         |
| 6             | Ross Miner      | Estados Unidos | 219,62 | 8              | 71,59          | 5              | 148,03         |
| 7             | Takahito Mura   | Japón          | 212,77 | 7              | 75,05          | 8              | 137,72         |
| 8             | Liam Firus      | Canadá         | 210,83 | 11             | 65,17          | 6              | 145,66         |
| 9             | Kevin Reynolds  | Canadá         | 204,05 | 10             | 69,10          | 9              | 134,95         |
| 10            | Roman Sadovsky  | Canadá         | 200,10 | 9              | 70,85          | 10             | 129,25         |
| Abandonó      | Daniel Samohin  | Israel         | 82,28  | 5              | 82,28          | abandonó       | abandonó       |
| Abandonó      | Maksim Kovtun   | Rusia          | 64,98  | 12             | 64,98          | abandonó       | abandonó       |

### Patinaje individual femenino
| Clasificación | Nombre              | País           | Total  | Programa corto | Programa corto | Programa libre | Programa libre |
| ------------- | ------------------- | -------------- | ------ | -------------- | -------------- | -------------- | -------------- |
| 1             | Satoko Miyahara     | Japón          | 214,03 | 1              | 70,72          | 1              | 143,31         |
| 2             | Kaori Sakamoto      | Japón          | 210,59 | 2              | 69,40          | 2              | 141,19         |
| 3             | Bradie Tennell      | Estados Unidos | 204,10 | 4              | 67,01          | 3              | 137,09         |
| 4             | Polina Tsurskaya    | Rusia          | 195,56 | 8              | 63,20          | 4              | 132,36         |
| 5             | Serafima Sajanovich | Rusia          | 189,75 | 5              | 66,28          | 5              | 123,47         |
| 6             | Gabrielle Daleman   | Canadá         | 189,14 | 3              | 68,08          | 8              | 121,06         |
| 7             | Aliona Leónova      | Rusia          | 185,93 | 7              | 63,91          | 7              | 122,02         |
| 8             | Karen Chen          | Estados Unidos | 182,80 | 9              | 59,53          | 6              | 123,27         |
| 9             | Nicole Rajičová     | Eslovaquia     | 167,61 | 10             | 55,43          | 9              | 112,18         |
| 10            | Li Xiangning        | China          | 164,32 | 11             | 55,24          | 10             | 109,08         |
| Abandonó      | Ashley Wagner       | Estados Unidos | 64,12  | 6              | 64,12          | abandonó       | abandonó       |

### Patinaje en parejas
| Clasificación | Nombre                                  | País           | Total  | Programa corto | Programa corto | Programa libre | Programa libre |
| ------------- | --------------------------------------- | -------------- | ------ | -------------- | -------------- | -------------- | -------------- |
| 1             | Aliona Savchenko / Bruno Massot         | Alemania       | 223,13 | 3              | 72,55          | 1              | 150,58         |
| 2             | Yu Xiaoyu / Zhang Hao                   | China          | 219,20 | 2              | 73,67          | 2              | 145,53         |
| 3             | Meagan Duhamel / Eric Radford           | Canadá         | 215,68 | 1              | 75,37          | 3              | 140,31         |
| 4             | Natalia Zabiiako / Aleksandr Enbert     | Rusia          | 197,89 | 4              | 70,15          | 5              | 127,74         |
| 5             | Alexa Scimeca Knierim / Chris Knierim   | Estados Unidos | 189,07 | 5              | 64,27          | 6              | 124,80         |
| 6             | Kirsten Moore-Towers / Michael Marinaro | Canadá         | 187,81 | 7              | 59,97          | 4              | 127,84         |
| 7             | Haven Denney / Brandon Frazier          | Estados Unidos | 172,16 | 6              | 63,04          | 7              | 109,12         |
| 8             | Deanna Stellato / Nathan Bartholomay    | Estados Unidos | 165,00 | 8              | 57,18          | 8              | 107,82         |

### Danza sobre hielo
| Clasificación | Nombre                                 | País           | Total  | Danza corta | Danza corta | Danza libre | Danza libre |
| ------------- | -------------------------------------- | -------------- | ------ | ----------- | ----------- | ----------- | ----------- |
| 1             | Maia Shibutani / Alex Shibutani        | Estados Unidos | 194,25 | 1           | 79,18       | 1           | 115,07      |
| 2             | Anna Cappellini / Luca Lanotte         | Italia         | 181,63 | 2           | 72,70       | 2           | 108,93      |
| 3             | Victoria Sinitsina / Nikita Katsalapov | Rusia          | 176,53 | 3           | 68,72       | 3           | 107,81      |
| 4             | Piper Gilles / Paul Poirier            | Canadá         | 166,54 | 5           | 64,07       | 4           | 102,47      |
| 5             | Kaitlin Hawayek / Jean-Luc Baker       | Estados Unidos | 163,53 | 7           | 62,15       | 5           | 101,38      |
| 6             | Tiffany Zahorski / Jonathan Guerreiro  | Rusia          | 160,28 | 4           | 64,20       | 6           | 96,08       |
| 7             | Kana Muramoto / Chris Reed             | Japón          | 155,80 | 6           | 62,30       | 8           | 93,50       |
| 8             | Wang Shiyue / Liu Xinyu                | China          | 149,36 | 9           | 55,57       | 7           | 93,79       |
| 9             | Rachel Parsons / Michael Parsons       | Estados Unidos | 145,54 | 8           | 58,36       | 9           | 87,18       |